# Soupir
Soupir è un comune francese di 316 abitanti situato nel dipartimento dell'Aisne della regione dell'Alta Francia.

## Storia
Situato sulla riva destra dell'Aisne, nel dipartimento che ne prende il nome, ed a sud del Chemin des Dames, il villaggio è stato distrutto durante la prima guerra mondiale e ricostruito interamente.
Questa guerra ha lasciato a Soupir due cimiteri militari:
- la Nécropole nationale de Soupir con due grandi sezioni francesi ed una tedesca.
- il cimitero militare italiano di Soupir, che ospita i militari italiani del II Corpo d'armata italiano in Francia del Regio Esercito, delle Truppe ausiliarie italiane in Francia e della Legione Garibaldina.

## Società

### Evoluzione demografica
Abitanti censiti

## Galleria d'immagini

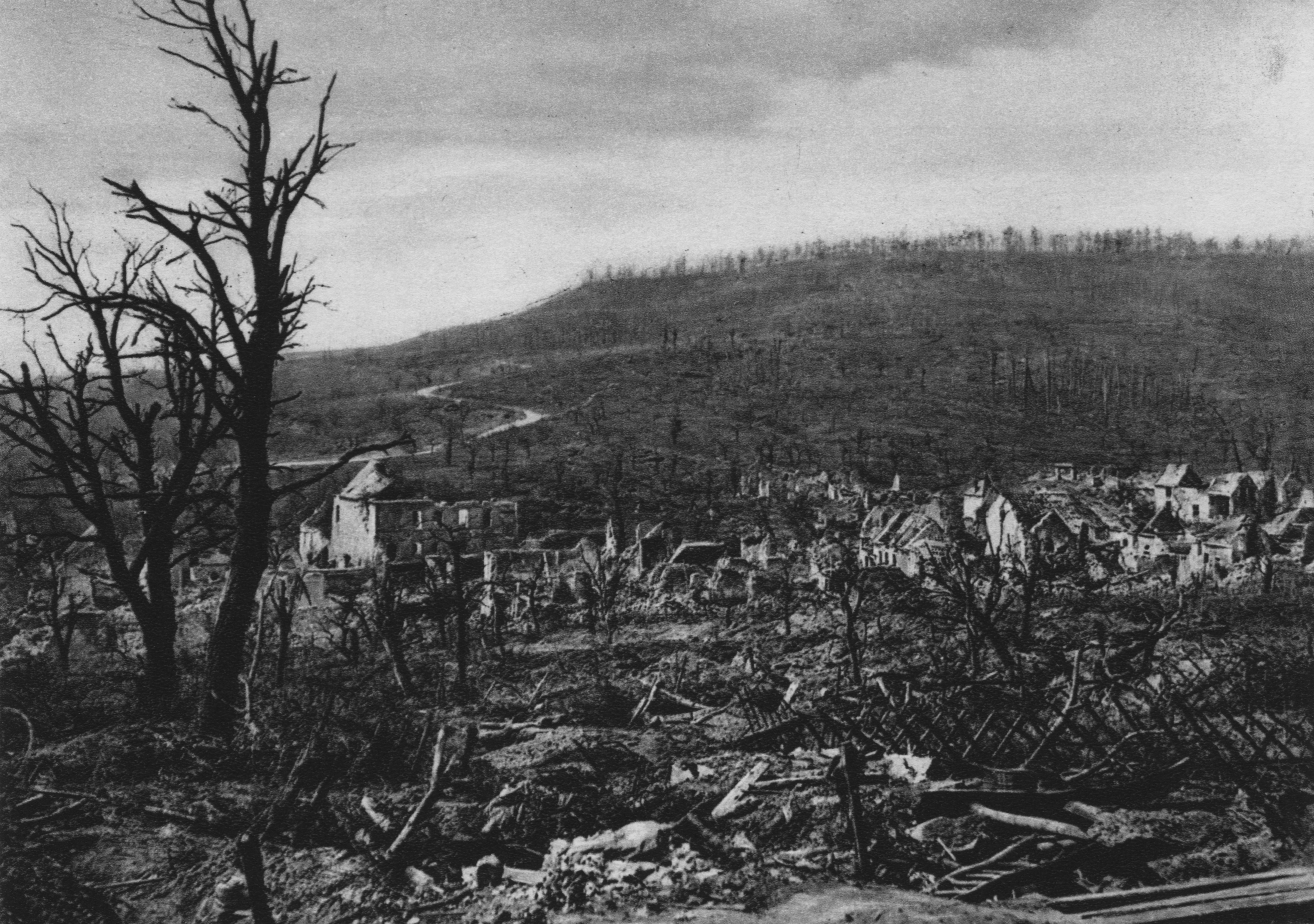
Il villaggio devastato nel 1917.
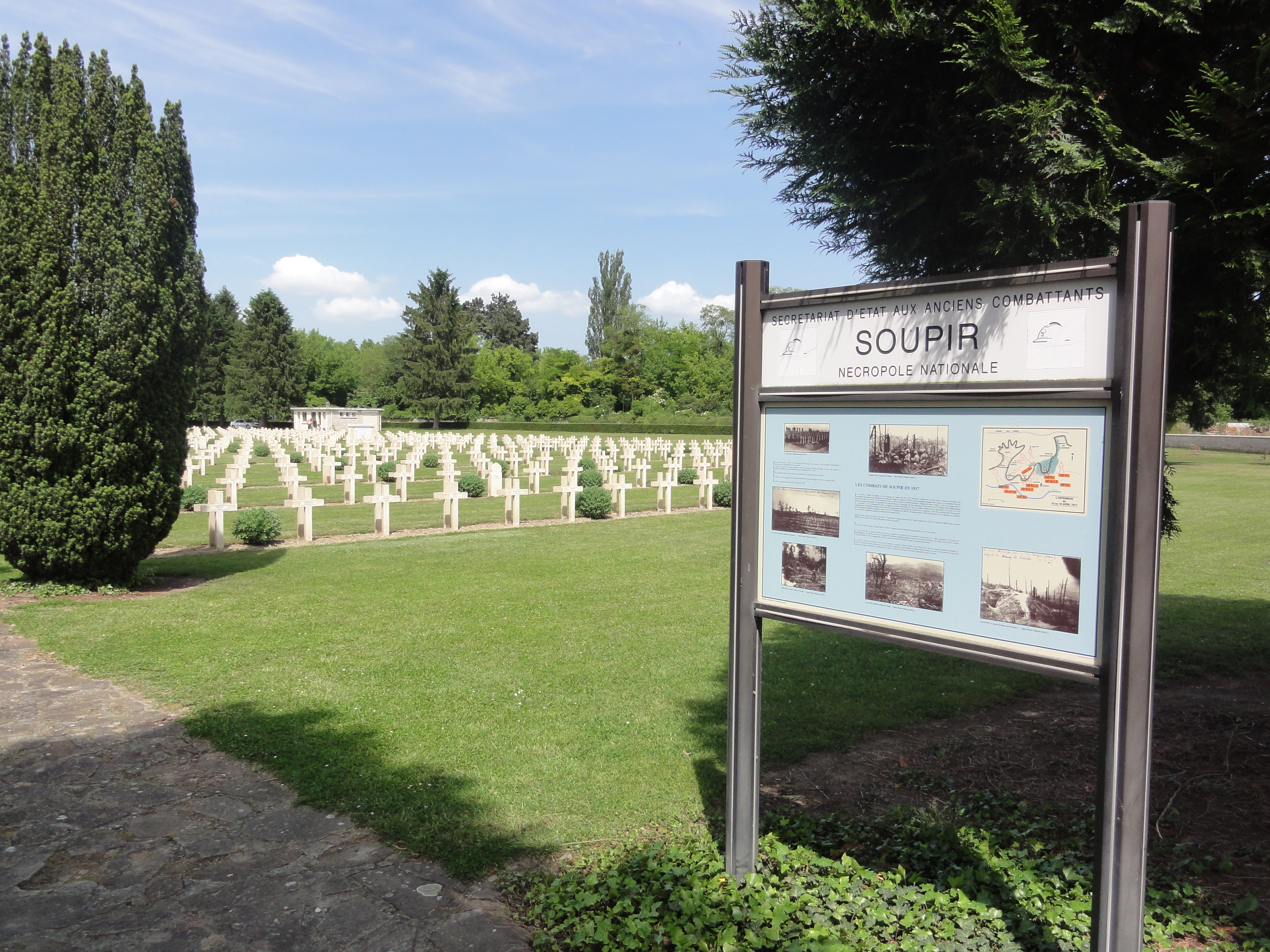
Necropoli nazionale di Soupir.
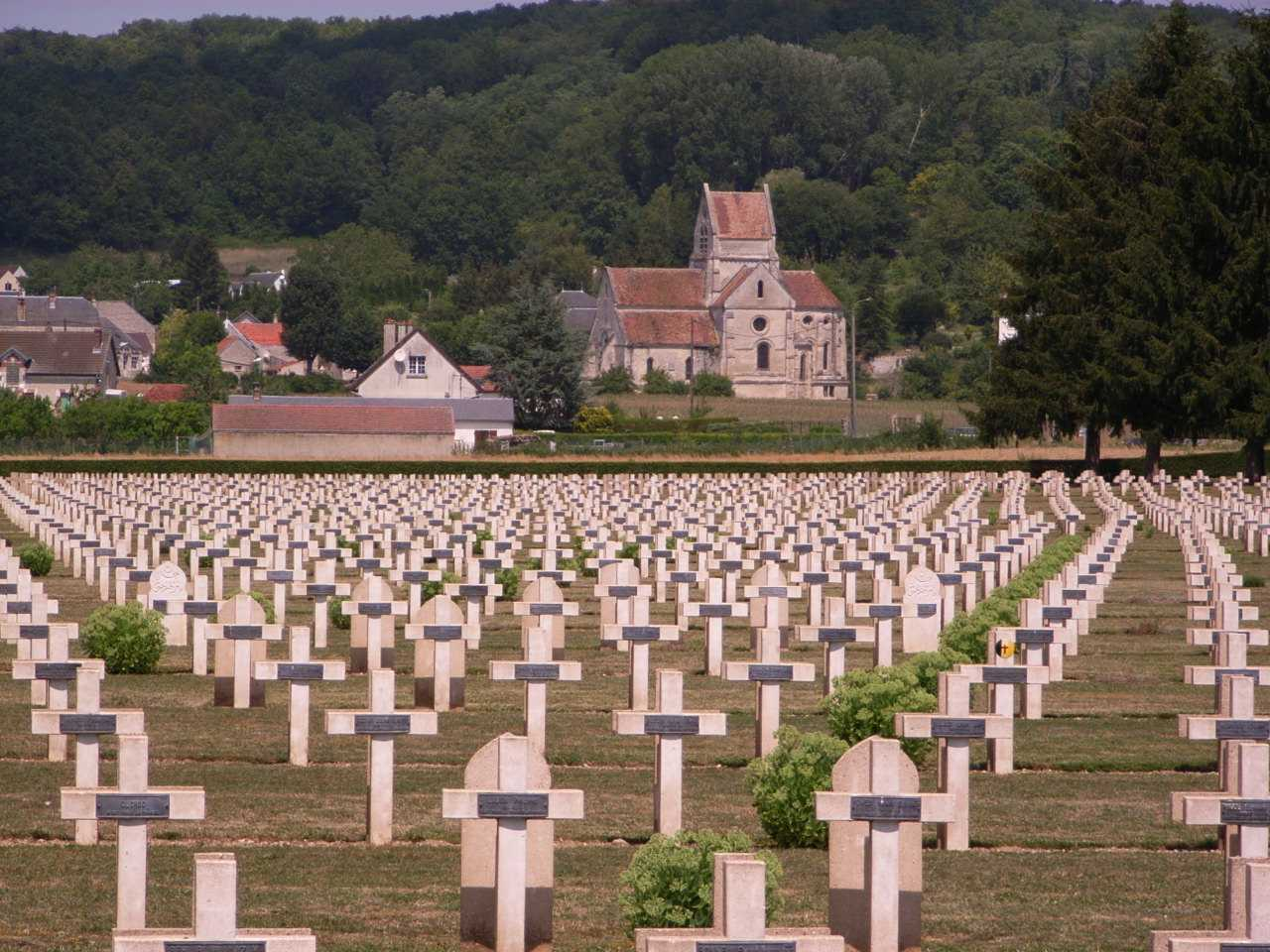
Necropoli nazionale di Soupir, sullo sfondo la chiesa di Soupir.
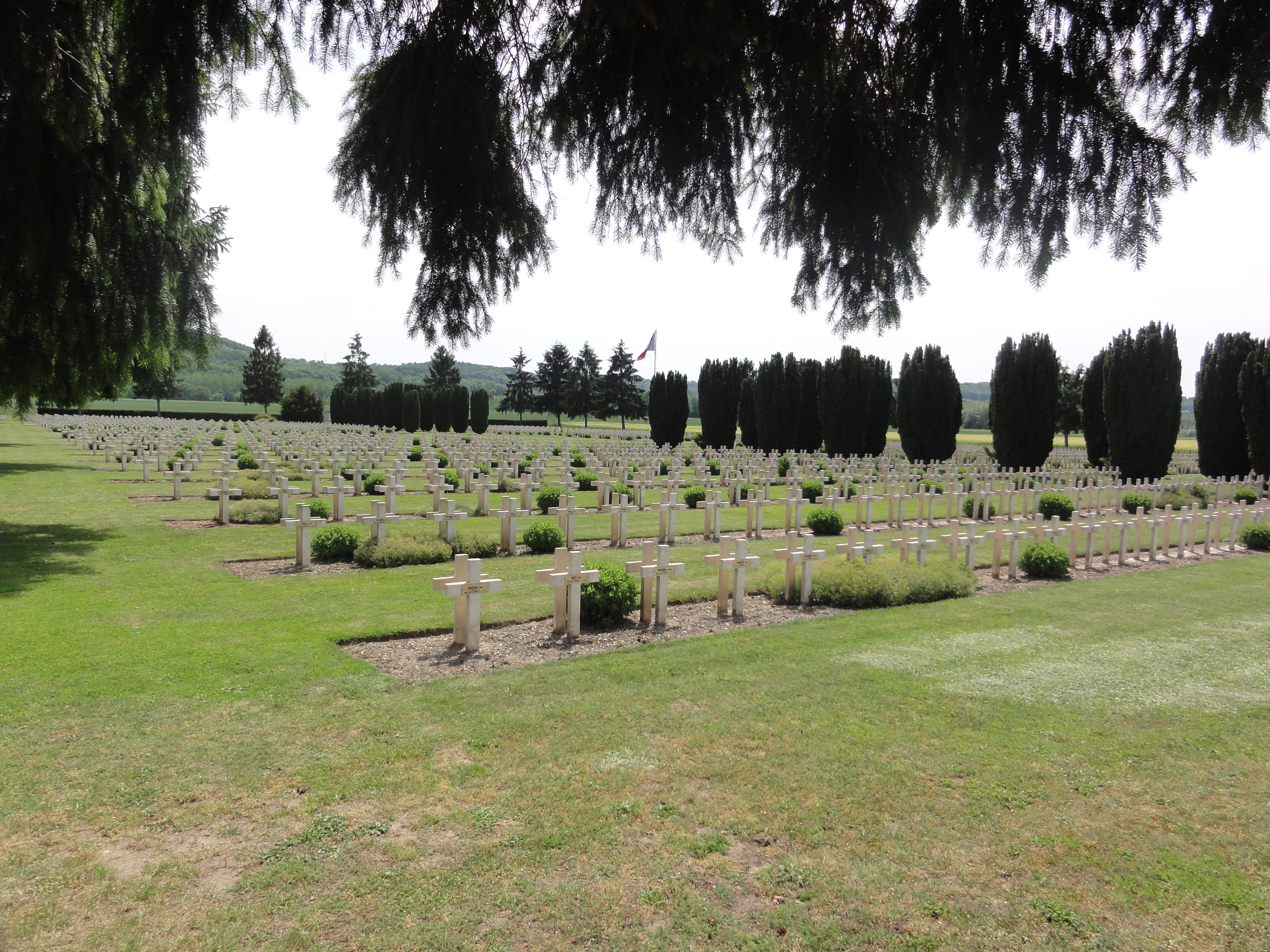
Necropoli nazionale di Soupir: la sezione francese.
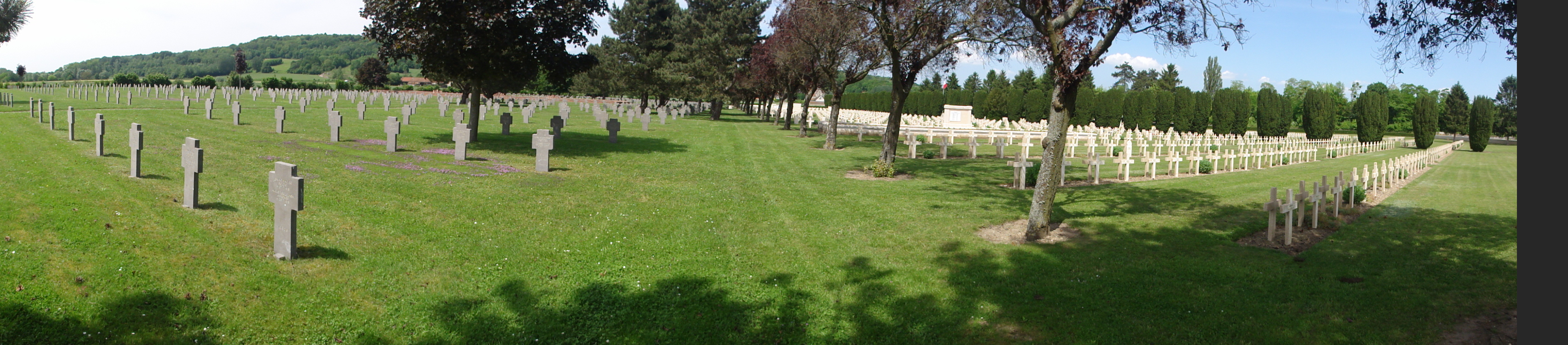
Visione panoramica della Necropoli nazionale di Soupir: a sinistra la sezione tedesca, a destra una delle due sezioni francesi.
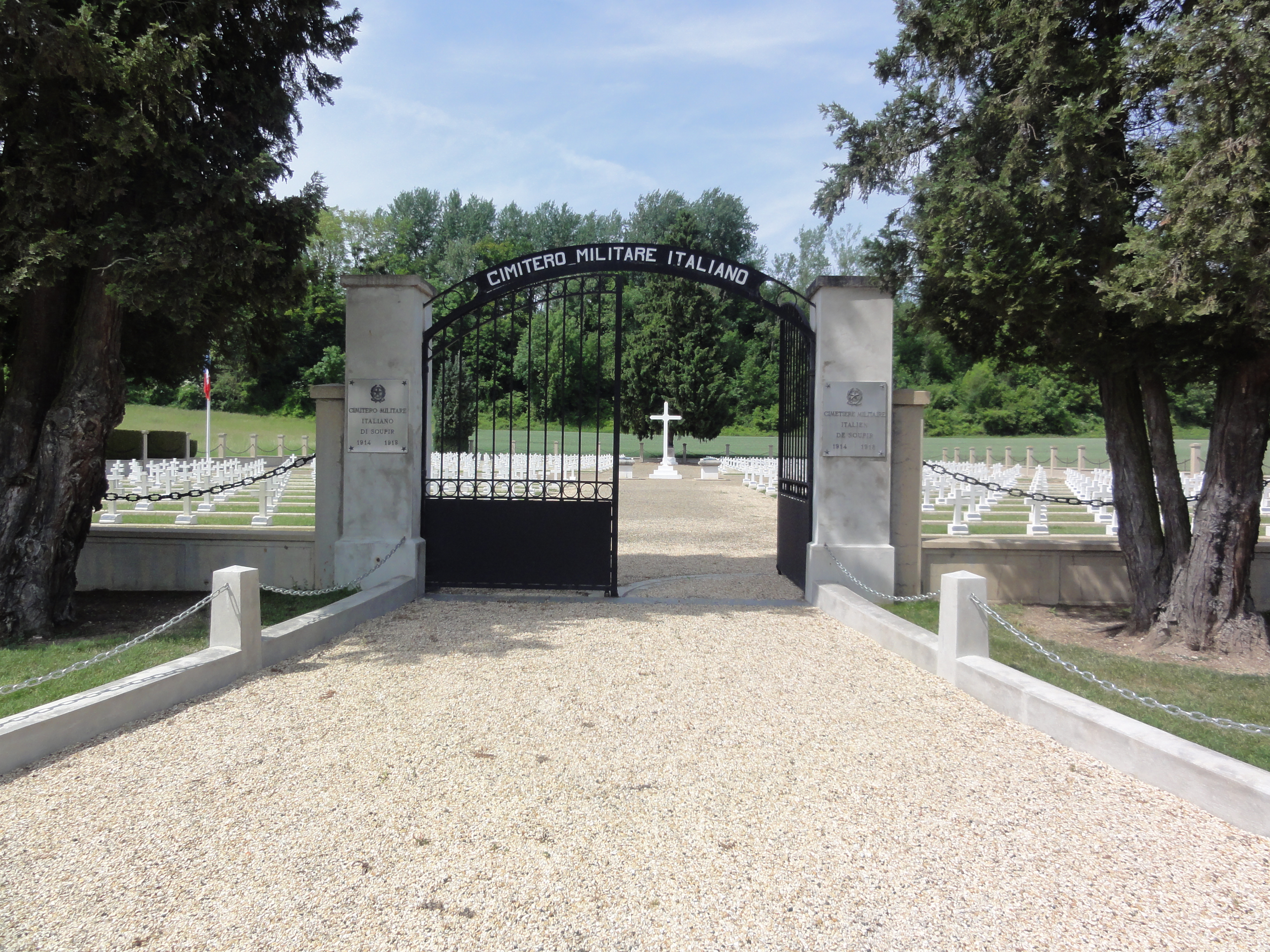
Cimitero militare italiano di Soupir.